# Laza Lazarević
Lazar „Laza” Kurmaznov Lazarević (în sârbă Лаза К. Лазаревић; n. 13 mai 1851, Šabac, Mačvanski upravni okrug, Serbia – d. 10 ianuarie 1891, Belgrad, Regatul Serbiei) a fost un scriitor, psiholog și neurolog sârb.
A scris nuvele realiste, bazate pe observația de finețe psihologică, tehnica narațiunii dramatice și nuanțare stilistică, cu tematică din viața societății sârbe aflate la răscrucea dintre lumea patriarhală și civilizația modernă.

## Scrieri
- 1879: Prima oară cu tata la utrenie ("Prvi put s ocem na jutrenie")
- 1886: La fântână ("Na bunaru")
- 1886: Dar în țara ta te vor acoperi cu aur ("Sve će to narod pozlatiti")
- 1886: Șase povestiri ("Šest pripovedaka").

## Traduceri în limba română
- Lazar Lazarevitch, „La puț - scene din viața sârbă”, traducere de D.N. Svilokossitch, în Convorbiri literare, București, 1896, nr. 3.